# Estadio Modelo Alberto Spencer Herrera
Das Estadio Modelo Alberto Spencer Herrera ist ein Fußballstadion mit Leichtathletikanlage in der ecuadorianischen Stadt Guayaquil, Provinz Guayas. Es bietet 48.780 Plätze.

## Geschichte
Das Stadion wurde am 24. Juli 1959 eröffnet und ist Eigentum der Federación Deportiva del Guayas (Fedeguayas). Es ist Austragungsort der Spiele der Fußballvereine Rocafuerte FC und 9 de Octubre. Benannt ist das ursprünglich als Estadio Modelo Guayaquil eröffnete Stadion seit dessen Tod 2006 nach Ecuadors Fußballidol Alberto Spencer. Die Sportstätte wird auch Konzertarena genutzt.